# 堀田正睦
堀田 正睦（ほった まさよし）は、江戸時代後期の大名・老中首座。下総国佐倉藩5代藩主。官位は従四位下・侍従、贈従三位。正俊系堀田家9代。

## 生涯

### 出生・少年期
文化7年（1810年）8月1日、佐倉藩3代藩主・堀田正時の次男（末子）として江戸藩邸にて誕生した。
文化8年（1811年）4月、正時が死去したが、藩主は嫡系の正愛が継ぎ、その後に正愛の養子となった。初名は正篤（まさひろ）。
少年期の正篤は丈夫な身体をもち、すくすく育った。小鳥が大好きで、子供の頃から餌をやることが好きだった。近習と仲間を1人ずつ連れて外に出て自然の中で遊んだり、渋谷広尾にあった下屋敷で母や姉と共にのびのびと暮らした。

### 家督相続・藩政
正愛には実子が文政2年（1819年）10月に生まれるも、翌年に早世した。また正愛も病弱で、文政5年（1822年）春頃から肝臓を患い、2年後には危険な状態になったため、文政7年（1824年）、藩政を牛耳っていた老臣・金井右膳らは正篤を嫌って正愛の後見を務めていた堀田一族長老の若年寄・堀田正敦（近江国堅田藩主）の子を藩主に擁立しようとした。だが、藩内では物頭の渡辺弥一兵衛ら下級武士が金井に反対して対立。さらに正敦が養子を出すことを拒否したため、正篤が藩主に就任した。
当時の佐倉藩では金井右膳が専制を振るっていたが、これは、度重なる外国船の接近に対して佐倉藩は幕府の命令により文政6年（1823年）以来病気がちの藩主・正愛に代わって金井の主導により江戸防衛のための準戦時体制を取っていたことによる。
藩主となった正篤は、幕府の信任が厚い金井に時には掣肘を加えながらも、自らの家督相続を支持した渡辺を側用人に抜擢するなどして自らの権力を確立していく。
しかし、天保4年（1833年）に金井が死去するまでこの体制を維持した。金井の死後は、藩主として独り立ちをして藩政改革を指揮する。
正篤は藩主としては蘭学を奨励し、佐藤泰然を招聘して佐倉順天堂を開かせるなどしたことから「蘭癖」と呼ばれたが、佐倉藩は南関東の学都とされ有為の人物を輩出する基礎を築いた。

### 天保の改革期の幕政参加
幕政においては文政12年（1829年）4月12日に奏者番に任命されたのを始めに、天保5年（1834年）8月8日には寺社奉行を兼務する形で任命され、受領名も備中守と改めた。天保8年（1837年）5月16日に大坂城代に任命されて（ただし現地には赴任していない）、従四位下に叙せられた。約2ヵ月後の7月8日に江戸城西の丸老中に任命され、加判に列した。11代将軍・徳川家斉没後の天保12年（1841年）3月23日に本丸老中に任命され、老中首座の水野忠邦が着手した天保の改革に参与する。
しかし天保の改革は、忠邦の民衆に対する圧迫、腹心の鳥居耀蔵による悪政などから2年で失敗に終わった。正篤は忠邦の改革に対しては批判的であり、忠邦の改革は失敗に終わると早くから見抜き、腹心の渡辺と図って天保14年（1843年）4月の12代将軍・徳川家慶の日光参拝直後に病気と称して辞表を提出する。
閏9月8日、辞任を認められて江戸城溜間詰となるが、これは老中辞任後も正睦に一定の幕政への発言力が残される結果になった（忠邦が罷免されたのは正睦辞任の5日後であり、正睦のこの手早さが失脚を免れたのである）。

### 老中首座・幕政主導
天保14年（1843年）閏9月に老中を辞任した後は、佐倉に戻って再び藩政改革に尽力し、一定の治績を挙げた。幕末においては攘夷鎖国が時代錯誤であることを痛感し、一刻も早く諸外国と通商すべきという開国派であった。
安政2年（1855年）10月2日に安政の大地震が起こり、この地震で正篤は江戸上屋敷において負傷した。その1週間後の10月9日、当時の老中首座であった阿部正弘の推挙を受けて再任されて老中になり、正弘から老中首座を譲られた。この時、外国掛老中を兼ねた。この正睦の老中再任に対して徳川斉昭（水戸藩主）は蘭癖である正睦に好感を持てなかった事から反対し、島津斉彬（薩摩藩主）は静観した。また立花鑑寛（柳河藩主）や松平慶永（福井藩主）らは正篤は招聘された「看板」であって実権は阿部が掌握していると見ていた。確かに阿部は死去する安政4年（1857年）までは実権を握っており、正篤は首座とはいえ飾りに近かった。ただし正篤を立てる事で阿部が矢面に立つのをかわす事、黒船来航から山積していた外交・内政問題などからの激務で阿部の体調が思わしくなかった事、譜代大名の中で正篤は明快なほど開国通商の意見を持っているなどした事が、阿部に推挙された理由であるとも思われる。
安政3年（1856年）、島津家から13代将軍・徳川家定に輿入れした篤姫の名を憚り、正睦と改名する。
安政5年（1858年）、アメリカ総領事のタウンゼント・ハリスが日米修好通商条約の調印を求めて来ると、上洛して孝明天皇から条約調印の勅許を得ようとするが、条約調印に反対する攘夷派公卿たちが廷臣八十八卿列参事件を起こし、さらに天皇自身も強硬な攘夷論者であったため却下され、正睦は手ぶらで江戸へ戻ることとなった。
一方、同年、将軍・家定が病に倒れ、その後継ぎをめぐって徳川慶福（紀州藩主）を推す南紀派と、徳川慶喜（一橋徳川家当主）を推す一橋派が対立する安政の将軍継嗣問題が起きた。正睦は元々水戸藩の徳川斉昭とは外交問題を巡って意見があわず、従ってその子の慶喜にも好感が持てず、心情的には慶福が14代将軍に相応しいと考えていた節がある。しかし、京都で朝廷の強硬な反対に遭って勅許を得られなかった状況を打開するには、慶喜を将軍に、福井藩主の松平慶永を大老に推挙すれば、一橋贔屓の朝廷も態度を軟化させて条約調印に賛成すると読み、将軍継嗣問題では南紀派から一橋派に路線を変えた。

### 失脚と最期
正睦が上洛中に松平忠固（老中）、水野忠央（紀州藩家老）の工作により南紀派の井伊直弼が大老に就任すると、直弼は正睦を始めとする一橋派の排斥を始めた。安政5年（1858年）6月21日、正睦は松平忠固と共に登城停止処分にされた。6月23日には忠固と共に老中を罷免され、帝鑑間詰を命じられる。これにより正睦は政治生命を絶たれることになった。
安政6年（1859年）9月6日、正睦は家督を四男の正倫に譲って隠居し見山と号した。正睦のこの隠居に関しては大老の直弼による強制的な隠居命令であり、この10日ほど前の8月27日に岩瀬忠震や永井尚志ら一橋派が蟄居させられており、その連座処分だったとされる。ただし、直弼は時機を見ての正睦の再登用を検討していたとも言われており、安政の大獄においては他の一橋派大名が閉門などの厳重な処分を受ける中で不問に付されている。
桜田門外の変後の文久2年（1862年）11月20日、正睦は朝廷と幕府の双方から命令される形で蟄居処分となり、佐倉城での蟄居を余儀なくされたが、これは直弼の安政の大獄に対する報復人事であった。
元治元年（1864年）3月21日、正睦は佐倉城三の丸の松山御殿において死去した。享年55。蟄居処分は没後の3月29日に解かれた。
墓所は佐倉市新町の安城山不矜院甚大寺で正俊・正倫の墓とともに並ぶ。

## 経歴
- 文政8年（1825年）3月、家督相続。従五位下・相模守に叙任。
- 文政12年（1829年）4月12日、幕府の奏者番となる。
- 天保5年（1834年）8月8日、寺社奉行を兼帯し、備中守に遷任（先任同役に土屋相模守彦直がおり、同役同士が同じ官職に任官しない内規により、遷任）。
- 天保8年（1837年）
  - 5月16日、大坂城代に異動し、従四位下に昇叙。備中守如元。
  - 7月9日、大納言（徳川家祥＝後の家定）付老中に異動。侍従を兼任。
- 天保12年（1841年）3月23日、本丸老中に異動。
- 天保14年（1843年）閏9月8日、老中御役御免。溜間詰格となる。
- 安政2年（1855年）10月9日、老中再任。老中首座となる。勝手入用掛を兼帯。
- 安政3年（1856年）
  - 10月17日、外国御用取扱兼帯。
  - 月日不詳、名を正睦と改める。
- 安政5年（1858年）
  - 正月、お玉が池種痘所（現・東京大学医学部）設立許可。
  - 1月8日、幕府使者となり上洛。
  - 4月20日、帰府。
  - 6月1日、養君（世継ぎ徳川慶福＝後の家茂）御用。
  - 6月23日、老中御役御免。帝鑑間席となる。
- 大正4年（1915年）11月10日、贈従三位。

## 人物
- 南関東の学都と呼ばれた佐倉藩の藩主。学問に関する特徴は、知識のコレクションではなく体系的な学問を志向した結果として、幕末と明治に有為の人材を育成した点にある。手塚律蔵を招いて日本で初めて「英語」の体系的な研究を始めさせたこともその一つであり、堀田－手塚人脈からは西周、神田孝平、津田仙、内田正雄、大築尚忠、三宅秀といった人物が輩出され、また佐倉藩人脈は安政年間の蝦夷地調査、明治の沼津兵学校教授陣など多方面に関わっていく。木戸孝允も一時期は手塚門下であった。
- 晩年はほとんど報われなかったが、嗣子の正倫も父の遺志を受け継ぎ、幕府存続に尽力している。
- 正睦は直弼に老中を罷免されるなど最終的には敵対関係となっているが、最初は親友のような関係にあったといわれる。弘化3年（1847年）にまだ世子であった直弼が養父の直亮の代理として溜間に詰めるようになった時、新入りの直弼を庇い助けたのが正睦であった。またこの3年後に、阿部正弘が直弼に浦賀周辺の警備を命じ、直弼が逆らって正弘と対立した時、直弼を宥めて正弘との仲を取り持ち、その命令に服させたのも正睦であった。安政4年（1857年）秋に正睦の開国方針に逆らった溜詰諸侯を直弼が押さえ込んで正睦を助けるなど、2人は老中罷免での対立を除けば仲が良かったようである[27]。

## 系譜
- 父：堀田正時（1761年 - 1811年）
- 母：芳尾 - 源田氏
- 養父：堀田正愛（1799年 - 1825年）
- 正室：榊原節子 - 榊原政令の娘
- 側室：伊久 - 平田氏
  - 四男：堀田正倫（1851年 - 1911年）
- 生母不明の子女
  - 八女：寿子、比佐子（1848年 - 1893年） - 松平武聰正室
  - 女子：万 - 松平輝聴正室
  - 女子：万理子 - 岩城隆邦正室
  - 女子：道子 - 松平直哉正室
  - 女子：千勢 - 米津政敏正室